# Préboréal
Pour les articles homonymes, voir Boréal.
Le préboréal désigne la première phase de l'époque Holocène, située entre 12 080 et 10 187 ans avant le présent. Dans l'ancien système de datation, il précède le boréal et succède au Pléistocène supérieur.

## Chronozones de l'Holocène
(années « calibrées AP », avant le présent)
- Préboréal : 12 080 à 10 187 AP
- Boréal : 10 187 à 8 332 AP
- Atlantique : 8 332 à 5 166 AP
- Subboréal : 5 166 à 2 791 AP
- Subatlantique : de 2 791 AP à l'Anthropocène

## Redéfinition
Ce terme a été remplacé par celui d'étage ou âge Greenlandien, proposé en 2012 et ratifié en 2018 par la Commission internationale de stratigraphie ; le Greenlandien s'étend de 11 700 ans à 8 326 ans avant l'an 2000. Considéré comme obsolète par certains, le terme « Préboréal » est toutefois encore largement utilisé dans les milieux scientifiques.
Cette période a été marquée par une variation climatique appelée l'oscillation du préboréal (Preboreal oscillation, PBO), dont les origines sont encore mal connues,.